# Ranelagh (Métro Paris)
Der U-Bahnhof Ranelagh ist eine unterirdische Station der Linie 9 der Pariser Métro.

## Lage
Die Station befindet sich im Quartier de la Muette des 16. Arrondissements von Paris. Sie liegt längs unter der Avenue Mozart in Höhe der kreuzenden Rue du Ranelagh.

## Name
Namengebend ist die Rue du Ranelagh. Nach dem Vorbild der Rotunde in den Londoner Ranelagh Gardens wurde in den 1770er Jahren im Park des nahen Château de la Muette ein davon inspirierter Bau errichtet. Das als „Ranelagh“ bezeichnete Gebäude verschwand Mitte des 19. Jahrhunderts.

## Geschichte und Beschreibung
Am 8. November 1922 wurde die Station in Betrieb genommen, als der 3,5 km lange erste Abschnitt der Linie 9 von Trocadéro bis Exelmans eröffnet wurde. Sie wurde von der Bahngesellschaft CMP errichtet und ist 75 m lang. Die beiden Gleise und die Seitenbahnsteige liegen unter weiß gefliesten, elliptischen Gewölben, die Seitenwände folgen deren Krümmung.
Die beiden Zugänge liegen beiderseits der Avenue Mozart an der Südseite deren Kreuzung mit der Rue du Ranelagh, der westliche weist einen Kandelaber des Typs „Val d‘Osne“ auf.

## Fahrzeuge
Die Linie 9 wird mit konventionellen Fahrzeugen betrieben, die auf Stahlschienen verkehren. Zunächst verkehrten Züge der Bauart Sprague-Thomson, die dort ihr letztes Einsatzgebiet hatten. 1983 kam die Baureihe MF 67 auf die Strecke. Seit Oktober 2013 kam zunehmend die Baureihe MF 01 zum Einsatz, am 14. Dezember 2016 verkehrte letztmals ein planmäßiger MF-67-Zug auf der Linie 9.